# TBS (Trabecular Bone Score)
Pour les articles homonymes, voir TBS.

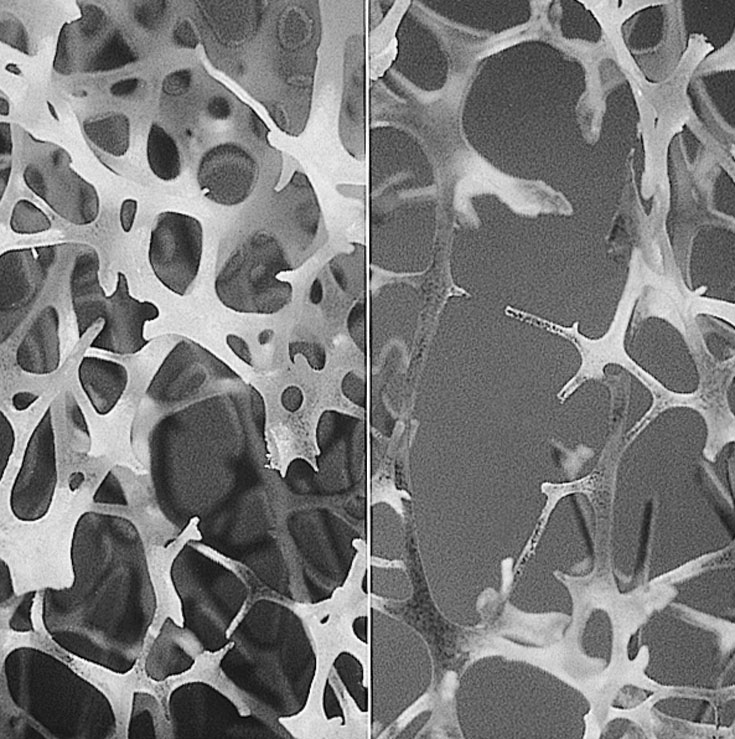
Micro-structure osseuse
normale (à gauche) et dégradée (à droite)

Malgré la prise en compte de la densité minérale osseuse (DMO), des marqueurs biologiques et des facteurs cliniques de risque de fracture, de nombreux patients à risque ne sont pas détectés et de nombreuses fractures ne sont pas expliquées.
La DMO est une évaluation de la quantité d'éléments minéraux dans l'os. D'autres paramètres influent sur le risque de fracture, comme la géométrie de l'os (col fémoral notamment) ou l'épaisseur de l'os cortical (col fémoral également). La DMO ne fournit pas non plus d'informations sur la qualité du tissu osseux, qui peut notamment dépendre de sa composition chimique (ex: fluorose), de son renouvellement correct, de sa structure microscopique (micro-architecture), ou de sa structure protéinique.
Concernant la micro-architecture, des structures osseuses plus ou moins résistantes mécaniquement peuvent exister (peu de grosses travées ou une myriade de travées fines plus solide mécaniquement). En effet, la perte de masse osseuse s’accompagne souvent d’une détérioration de l’architecture osseuse, traduite par une diminution du nombre des travées d’os spongieux par amincissement, un accroissement des distances inter-trabéculaires, ainsi qu’une perte de connectivité du réseau trabéculaire, ceci conduisant à un os plus « poreux » et plus fragile.

## La technique
TBS (Trabecular Bone Score) iNsight est un paramètre de texture qui peut être appliqué aux images DXA, et qui quantifie les variations locales en niveau de gris. TBS iNsight est dérivé de l’évaluation du variogramme, expérimentale, obtenue à partir des niveaux de gris de l’image DXA. TBS iNsight est commercialisé par la société MedImaps, start-up basée à l'hôpital Xavier Arnozan de Pessac près de Bordeaux, et dirigée par Didier Hans, chercheur à l'hôpital universitaire de Lausanne (Suisse) et ancien président de l'ISCD (International Society for Clinical Densitometry).

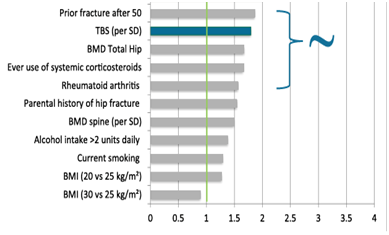
Risque Relatif de TBS iNsight exprimé par déviation standard et comparé aux risques relatifs des principaux facteurs cliniques de risque de fracture inclus dans FRAX.

Selon MedImaps et des articles publiés par les chercheurs associés à MedImaps, TBS iNsight est le reflet de l’état structurel de la micro-architecture osseuse. TBS iNsight est fortement corrélé au nombre de travées et à leur connectivité et négativement à l’espace séparant deux travées,. C'est-à-dire qu’une forte valeur TBS iNsight signifierait que la micro-architecture osseuse est dense et très connectée avec peu d’espace entre les travées. A contrario, une faible valeur de TBS iNsight signifierait que la micro-architecture osseuse est lacunaire et peu connectée avec de grands espaces entre les travées.

## Utilisation
D'un point de vue clinique, TBS iNsight est destiné:
- à évaluer le risque de fracture[4];
- en combinaison avec la DMO, à augmenter le nombre de patients à risque (correctement) identifiés[5],[6],[7]
- à améliorer la prise en charge des patients ayant une ostéoporose secondaire[8];
- à suivre l’évolution de la microarchitecture d’un patient dans le temps[9];
- à suivre l’effet des traitements anti-résorptif ou anaboliques[10].

Toutes ces études (essentiellement liées à MedImaps) ont montré que TBS iNsight peut être utilisé comme un facteur de risque clinique de fracture ostéoporotique puisqu’il est réversible (avec ou sans traitement), quantitatif et indépendant de la DMO. Il doit être de ce fait utilisé comme tel au même titre que la prise de corticoïdes, la polyarthrite rhumatoïde ou la fracture prévalente après 50 ans.
TBS iNsight suscite toutefois des interrogations, car le résultat est obtenu à partir d'images dont la résolution et le niveau de bruit rendent a priori impossible la mesure de la micro-architecture osseuse. Il est possible que le résultat obtenu soit en réalité issu d'autres paramètres que la micro-architecture proprement dites, comme par exemple la structure fibreuse (lignes de force souvent bien visibles sur les radiographies) ou l'épaisseur de l'os cortical.